# Jamajka na Zimowych Igrzyskach Olimpijskich 1988
Jamajkę podczas XV Zimowych Igrzyskach Olimpijskich w 1988 roku reprezentowało czterech zawodników, którzy wystartowali w konkurencjach bobslejowych.
Był to pierwszy w historii start reprezentacji Jamajki w zimowych igrzyskach olimpijskich.
Start reprezentacji Jamajki w bobslejach był inspiracją do filmu pt. Reggae na lodzie (1993, tytuł oryginalny Cool Runnings).

## Bobsleje
Mężczyźni
| Osada | Zawodnik                                              | Konkurencja | Ślizg 1 | Ślizg 2 | Ślizg 3 | Ślizg 4                         | Łącznie                         | Pozycja                         |
| ----- | ----------------------------------------------------- | ----------- | ------- | ------- | ------- | ------------------------------- | ------------------------------- | ------------------------------- |
| JAM-I | Dudley Stokes Michael White                           | Dwójki      | 1:00,20 | 1:00,56 | 1:01,87 | 1:01,23                         | 4:03,86                         | 30.                             |
| JAM-I | Dudley Stokes Devon Harris Michael White Chris Stokes | Czwórki     | 58,04   | 59,37   | 1:03,19 | Nie stanęli na starcie 4 ślizgu | Nie stanęli na starcie 4 ślizgu | Nie stanęli na starcie 4 ślizgu |